# Dana Skoropad
Dana Skoropad  est un homme politique provincial canadien de la Saskatchewan. Il représente la circonscription de Arm River à titre de député du Parti saskatchewanais de 2020 à 2024.
Ministre de l'Environnement dans le cabinet du premier ministre Scott Moe à partir de mai 2022, il annonce en août 2023 ne pas vouloir se représenter pour l'élection de 2024 et est exclus du cabinet durant le même mois,.

## Biographie
Skoropad grandit dans une famille d'agriculteurs basée au sud de Chamberlain (en). Diplômé de l'université de la Saskatchewan, il complète ensuite une programme en entrepreneuriat à Lethbridge en Alberta durant les années 1990.